# Hohe Straße (Hannover)
Die Hohe Straße in Hannover ist ein jahrhundertealter Verkehrsweg. Die Straße führt heute von der Posthornstraße zur Falkenstraße im hannoverschen Stadtteil Linden-Mitte und hat eine Mischnutzung aus Wohngebäuden, Schule, Büros und kirchlichen Gebäuden. Wegen der geringen Breite ist sie als Einbahnstraße ausgeführt.

## Geschichte
Die schon zur Zeit des Kurfürstentums Hannover bekannte Straße war um das Jahr 1760 zunächst als Weg bekannt, der vom Schwarzen Bären hinauf zum Lindener Berg führte.
Zu Beginn der Industrialisierung im Königreich Hannover wurde der Weg aufgrund seiner erhöhten Lage ab 1839 amtlich zunächst Hoherweg genannt, ab 1854 dann Hohestraße.
Zu den ältesten bekannten Liegenschaften an der Straße zählt die heutige Adresse Hohe Straße 14, auf dessen Grundstück schon 1833 die Synagoge der Jüdischen Gemeinde Lindens errichtet worden sein soll.
In unmittelbarer Nachbarschaft war, nachdem der Maurermeister Maurermeister Gersting 1851 den Entwurf für eine Schule in der „Hohestraße“ geliefert hatte, die Hohe Straße 10 ab 1852 zunächst für die Oberklasse der Lindener Schule genutzt worden.
Auf dem Grundstück unter der Hausnummer 9 wurde durch den Maschinenfabrikanten Georg Egestorff die Egestorffsche Dampfküche errichtet, die bereits in den 1850er Jahren einen eigenen Eintrag in Pierer’s Universal-Lexikon fand.
Die von dem Lehrer Friedrich August Heine schon 1848 bebaute Hohe Straße 7 wurde nach seiner Ehefrau und nach dem Besitzerwechsel an den „Baron Carl von Alten“ auch  Lutherische Warteschule Elisabethhaus genannt.
Spätestens seit der Nachkriegszeit führt die Hohe Straße nur noch verkürzt von der Posthornstraße zur Falkenstraße.
Seit 1997 führt das Unternehmerinnen-Zentrum Hannover die Hohe Straße in ihrer Adresse.

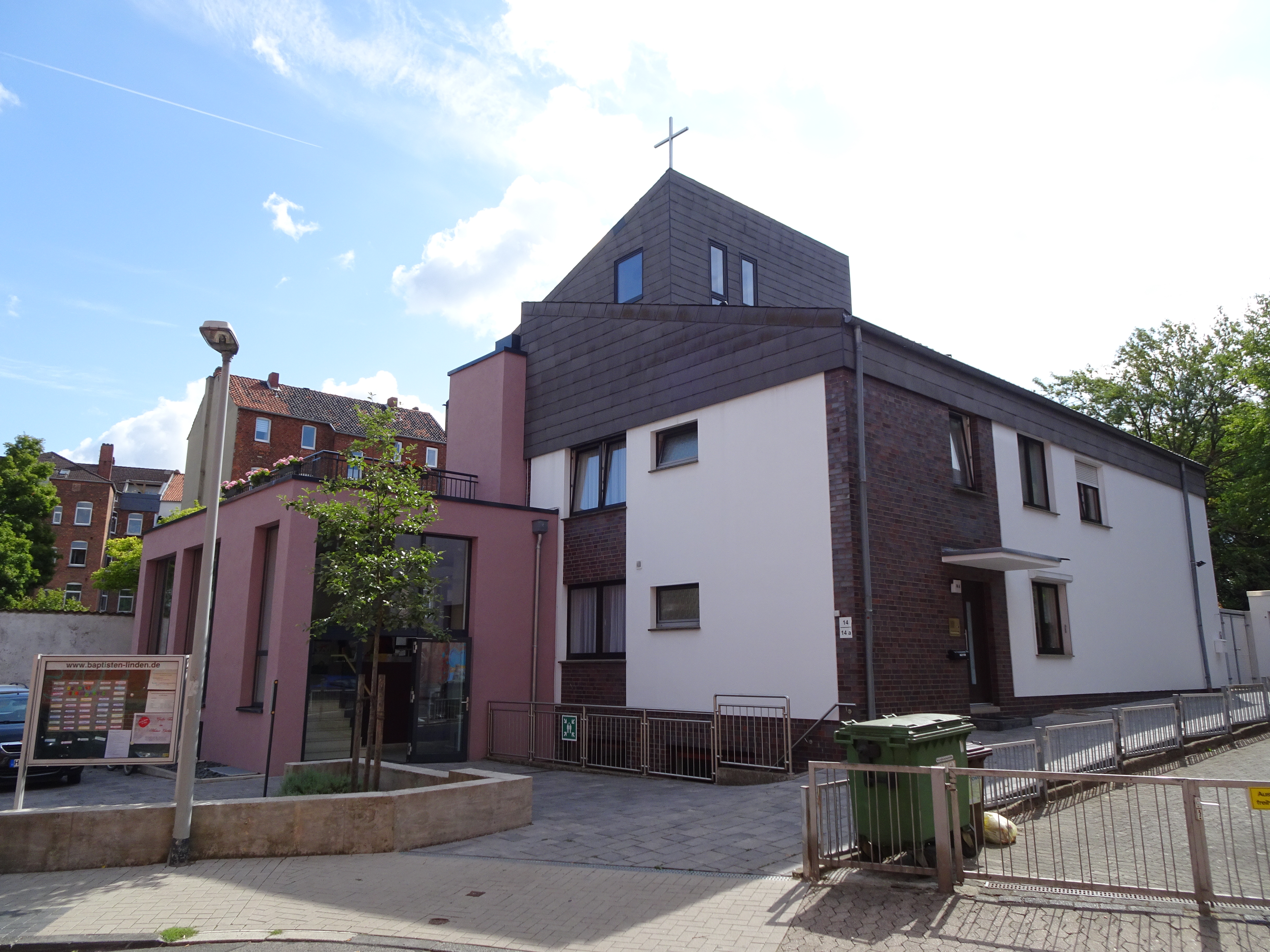
Evangelisch-Freikirchliche Gemeinde Hannover-Linden in der Hohen Straße 14
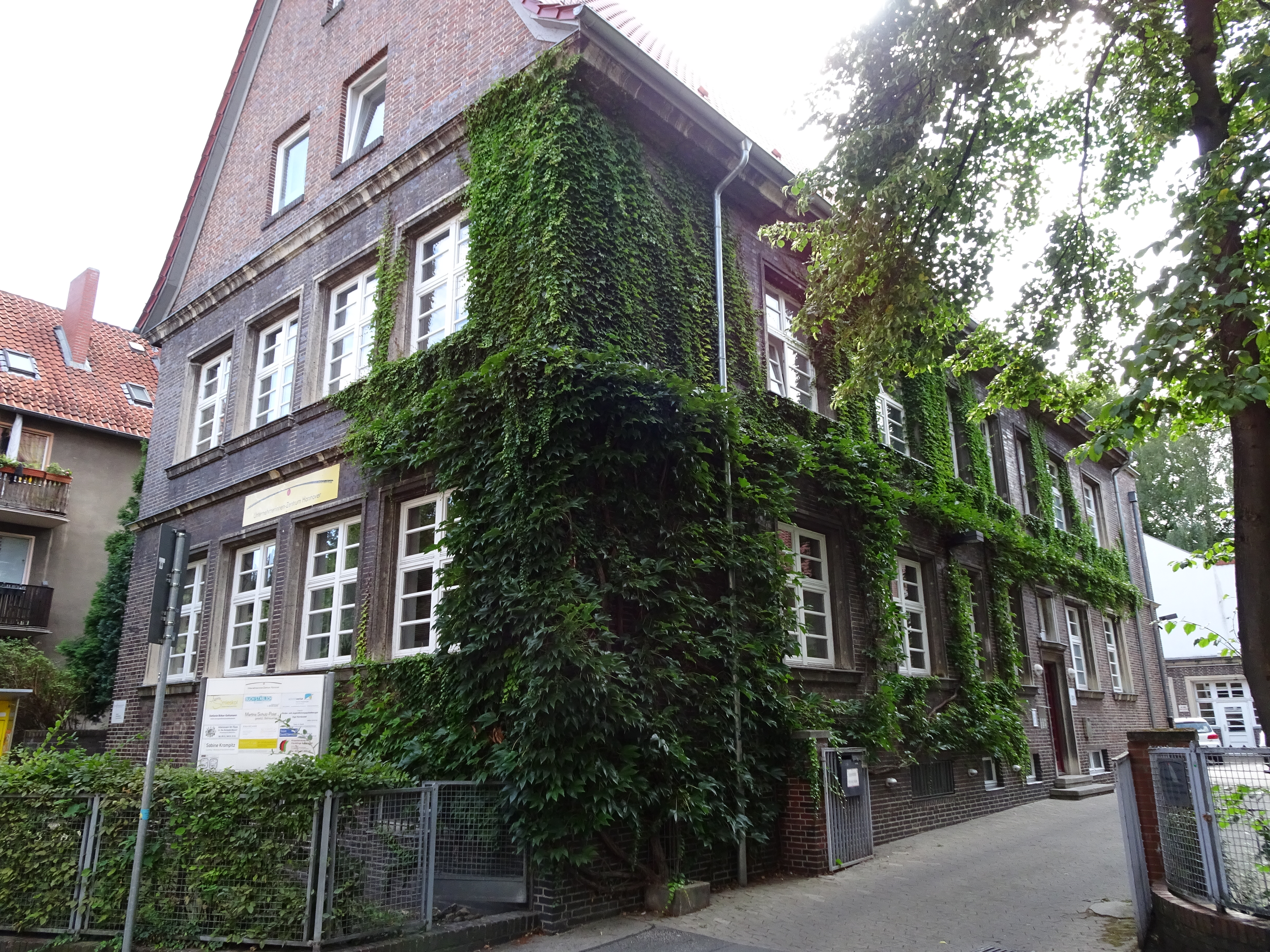
Unternehmerinnen-Zentrum Hannover in der Hohen Straße 11
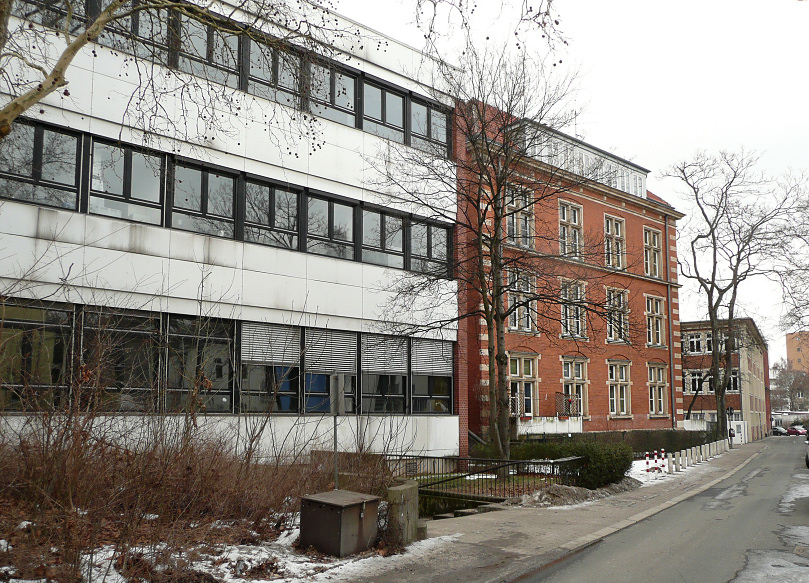
Alt- und Neubau des Gymnasiums Helene-Lange-Schule an der Hohen Straße